# مجازات بی‌رحمانه و نامعمول
مجازات بی‌رحمانه و نامعمول عبارتی است که تنبیهی را توصیف می‌کند که به دلیل رنج، درد یا تحقیری که بر فردی که تحت آن قرار گرفته است تحمیل می‌کنند، غیرقابل پذیرش هستند. کتاب‌های مختلف حقوقی هستند که مطابق با قانون در حالت کلی آزمون‌هایی را عرضه می‌کنند که می‌توانند به عنوان راهنما در مورد مجازات‌های بی رحمانه و غیرعادی استفاده شوند.. این آزمون‌هاها عبارتند از:
1. پذیرش کلی در جامعه
2. شدت (مجازات باید متناسب با جرم باشد)
3. آیا مجازات خودسرانه است.

## تاریخچه
این کلمات دقیق برای اولین بار در اعلامیه حقوق ۱۶۸۹ انگلستان استفاده شد. همین کلمات بعداً به وسیلهٔ متمم هشتم قانون اساسی ایالات متحده آمریکا (مصوب ۱۷۹۱) و در جزایر بادپناه بریتانیا در سال ۱۷۹۸نیز بکارگرفته شد. کلمات بسیار مشابهی «هیچ‌کس نباید تحت شکنجه، برخورد یا تنبیه بیرحمانه، غیرانسانی و تحقیر آمیز قرار گیرد» در اعلامیه جهانی حقوق بشر تصویب شده در مجمع عمومی سازمان ملل متحد در ۱۰ دسامبر ۱۹۴۸ آمده است.
این حق همچنین در عبارات دیگری در ماده ۳ کنوانسیون حقوق بشر اروپا (۱۹۵۰) و در ماده ۷ میثاق بین‌المللی حقوق مدنی و سیاسی (۱۹۶۶) آمده است. منشور حقوق و آزادی کانادا (۱۹۸۲) همچنین شامل این حق اساسی در بخش ۱۲ است و در ماده ۴ (با اشاره به مفاد کنوانسیون اروپایی) منشور حقوق اساسی اتحادیه اروپا (۲۰۰۰) آمده است. همچنین در ماده ۱۶ کنوانسیون ملل متحد علیه شکنجه و سایر رفتارها یا مجازات‌های بی رحمانه، غیرانسانی یا اهانت آمیز (۱۹۸۴) و ماده ۴۰ قانون اساسی لهستان (۱۹۹۷) آمده است. قانون اساسی جزایر مارشال، در بخش ششم منشور حقوق ایالات متحده آمریکا (ماده ۲)، "مجازاتهای بی رحمانه و غیرمعمول" که ممنوع تعریف می‌کند عبارتند از: مجازات اعدام، شکنجه، "رفتار غیرانسانی و تحقیرکننده " و "محرومیت‌های جبران ناپذیر".

## ایالات متحده
متمم هشتم قانون اساسی ایالات متحده آمریکا می‌گوید «مجازات‌های بی رحمانه و غیر معمول [نباید] اعمال شوند». اصول کلی دیوان عالی ایالات متحده آمریکا بر این تصمیم‌گیری متکی بود ویلیام برنان، دادستان تعیین‌کننده این بود که آیا مجازات خاصی غیرمعمول و بی رحمانه بود یا خیر.
در محکمه فورمن مقابل جورجیا، در سال ۱۹۷۲ در ایالات متحده آمریکا برنمن نوشت:
«چهار اصل» است که بر طبق آن‌ها می‌توان بر سر یک مجازات خاص که آیا بیرحمانه و غیرمعمول است تصمیم‌گیری کرد:
- اصل اساسی این است که مجازات نباید با شدت آن کرامت انسانی تحقیر شود، به ویژه شکنجه
- یک مجازات شدید که آشکارا به‌طور کاملاً خودسرانه اعمال شده است. اعضای فورمن مقابل جورجیا به این دلیل مجازات اعدام را به‌طور موقت تعلیق کردند.
- یک مجازات شدید که به وضوح و کاملاً در سراسر جامعه رد شده است.
- یک مجازات شدید که آشکارا غیر ضروری است.

او همچنین اضافه کرد: کارکرد این اصول، بعد از همه، صرفاً فراهم کردن وسایلی است که دادگاه می‌تواند تعیین کند آیا مجازات چالش‌برانگیز با کرامت انسانی همراه است؛ بنابراین، آنها در ارتباط هستند و در اغلب موارد این همگرایی آنها خواهد بود که نتیجه‌گیری می‌کند که مجازات «بی رحمانه و غیر معمول است». لذا اگر مجازات غیرعادی شدید باشد، اگر یک احتمال قوی وجود دارد که به صورت خودسرانه اعمال می‌شود، اگر به‌طور قابل توجهی توسط جامعه معاصر رد می‌شود، و اگر هیچ دلیلی وجود ندارد که بر این باور باشیم که در هر مقررات کیفری مؤثرتر از برخی مجازات شدیدتر است آزمون معمولاً یک آزمون تصاعدی خواهد بود. آنگاه ادامه اعمال این مجازات، خودش این ماده را نقض می‌کند که می‌گوید دولت نباید مجازات‌های غیرانسانی و غیر متمدن را بر کسانی که به جرم و جنایت محکوم شده‌اند اعمال کند.
او بعداً نوشت: انتظار می‌رود که هیچ دولتی قانونی وضع نکند که آشکارا یکی از این اصول را نقض کند؛ بنابراین تصمیمات دادگاه در مورد تبصره هشتم یک تحلیل جمعی را از مفهوم هر یک از این چهاراصل را در برخواهد داشت. در اینصورت دیوان عالی ایالات متحده استانداردی برای سنجش اینکه مجازاتی بیرحمانه و غیرعادی است خواهد گذاشت. آیا بسیار شدید است، آیا خودسرانه است، آیا حس عدالت جویی جامعه را جریحه دار کرد، یا آیا تأثیرش از یک مجازات با شدت کمتر بیشتر است.

## مجازات اعدام
بحث‌های زیادی در جریان است که آیا اعدام مجازاتی بیرحمانه و غیرمعمول است. استدلالات معمول می‌گویند که وقتی اعمال استیناف در مقابل حبس ابد قرار می‌گیرد، آنگاه مجازات اعدام امری پرهزینه می‌شود و اینکه دولت در موارد قبلی حکم اعدام راه اشتباهی را رفته است؛ لذا دولت باز هم می‌تواند اشتباه کند. این یعنی دولت نباید اتوریته ای برای پایان بخشیدن به زندگی داشته باشد. بر طبق تست‌هایی که دولت ارائه می‌دهد این دو استدلال شاید قبول شود یا نشود که می‌تواند برخوردی خودسرانه هم تعبیر شود به ویژه زمانی که این امور در جامعه به اندازه کافی روشنگری نشده باشد. در بسیاری موارد ثبت شده در تاریخ اغلب اعدام‌های انجام شده آگاهانه بیرحمانه و دردآور بوده است.
شیوه‌های شاق مجازات اعدام که در طول تاریخ روایت شده عبارتند از: چرخ شکاننده، آویختن از دار، کشتن در آب جوش، زنده سوزاندن، غرق کردن، اعدام با گرسنگی دادن، پوست‌کنی، چارمیخ، چهارمیل کردن، اعدام با فیل، سنگسار، مثله کردن، مرگ با اره کردن، دو کرجی، عقاب خونی، شکنجه بمبو، لینگچی، و گردن آویزی.
در سال ۲۰۰۸ مایکل پورتیو در برنامه تلویزیونی هورایزن استدلال کرد که برای اطمینان از اینکه مجازات اعدام ماهیت بیرحمانه و غیرعادی نداشته باشد معیارهای زیر باید رعایت شوند:
- مرگ باید سریع و بدون درد حاصل شود تا فردی که اعدام می‌شود رنج نکشد.
- جلاد می‌بایست آموزش پزشکی ببیند تا مبادا به خطا رنج کشیدن را اعمال کند.
- مرگ نباید خونین باشد (برای جلوگیری از رنج کشیدن کسانی که اعدام را به اجرا درمی‌آورند).
- نباید طوری باشد که فرد در انجام اعدام خودش مساعدت نماید؛ و از این طریق ناراحتی یا درد و رنجی ناشی از نیاز برای شرکت در اعدام خود در زندانی ایجاد نگردد.

برنامه تلویزیونی فوق نشان داد که هیپوکسی با استفاده از ترکیبی از گازهای آرگون و نیتروژن به نظر می‌رسد باعث می‌شود زمانی که فرد اعدام می‌شود هیچ درد فیزیکی را احساس نکند اما یک حالت غم‌انگیز را تجربه می‌کند. همچنین با محدود کردن زندانی به وسیله محدودیت‌های فیزیکی و ماسک این گازها می‌تواند کارآمد باشد.